# 第三十四届超级碗
第三十四届超級碗是美國國家美式足球聯盟（NFL）1999賽季的總決賽，於2000年1月30日在亞特蘭大的喬治亞巨蛋舉行，由美聯冠軍（AFC）田納西泰坦隊對陣國聯（NFC）冠軍聖路易斯公羊隊，最終公羊隊以23比16擊敗泰坦隊，贏得了他們的第一個超級盃冠軍和自1951年以來的第一個NFL冠軍。
這兩支球隊重返季後賽前都經歷了一段時期的奮鬥和變遷。公羊隊憑藉「草皮上最偉大的表演」的進攻，在常規賽中以13勝3負的紀錄取得NFC最佳成績，進入了隊史上的第二次超級盃決賽。這個賽季是該隊自1989年以來的首次進入季後賽，也是自從從洛杉磯遷往聖路易斯以來的第一次。泰坦隊也以13勝3負的戰績打完了常規賽，以外卡身份晉級到他們首次的超級盃。這是泰坦隊剛從原隊名「油井人」更名後的首個賽季，然後進入了自1993年以來久違的季後賽，同時也是從休斯頓遷往田納西州後的第一次。
這場比賽的前半場主要是防守戰，公羊隊在中場前有三次射門得分並在第三節有一次達陣得分，取得16-0的領先優勢。但是之後泰坦隊迅速回過神來，連續得16分，將比數在常規時間結束前追平，這是超級盃史上分數最大差距的追平，也是首次差距大於10分。在其接下來的進攻中，公羊隊重奪了領先優勢，由外接員艾薩克·布魯斯完成了73碼的達陣得分。本屆超級盃最為人們津津樂道的是泰坦隊的最後一次進攻，在比賽結束前6秒到達了聖路易斯的10碼線，但是由於中衛麥克·瓊斯在最後一碼線前撲倒了外接員凱文·戴森，從而阻止了泰坦隊扳平的機會。這個進攻後來被稱為「就差一碼」和「那個撲倒」。公羊隊四分衛寇特·華納成為史上第一位選秀落選的四分衛和第一位首年先發就贏得超級盃的四分衛，他憑藉在比賽中創下超級盃的傳球紀錄，而且沒有被抄截的表現，被評為超級盃最有價值球員。他是第六位在同一賽季贏得超級盃最有價值球員和NFL最有價值球員，之後要等到23個賽季之後的第五十七屆超級盃，派屈克·馬霍姆斯才又達成此成就。
這場比賽因為有許多網路公司購買了大量的廣告而被稱為「網路超級盃」（英語：Dot-com Super Bowl），也被視為有史以來最偉大的超級盃比賽之一，它在NFL最偉大的比賽中被稱為「最長的一碼」。

## 外部連結
- 英語：，直译：「第三十四届超級碗比賽全過程」 （页面存档备份，存于） (影片). NFL. 2016-12-21 – via YouTube.
- 英語：，直译：「第三十四届超級碗賽事精華」 （页面存档备份，存于） (影片). NFL. 2016-12-21 – via YouTube.
- 英語：，直译：「就差一碼！」 （页面存档备份，存于） (影片). NFL. 2016-12-21 – via YouTube.